# Преступность в Австралии

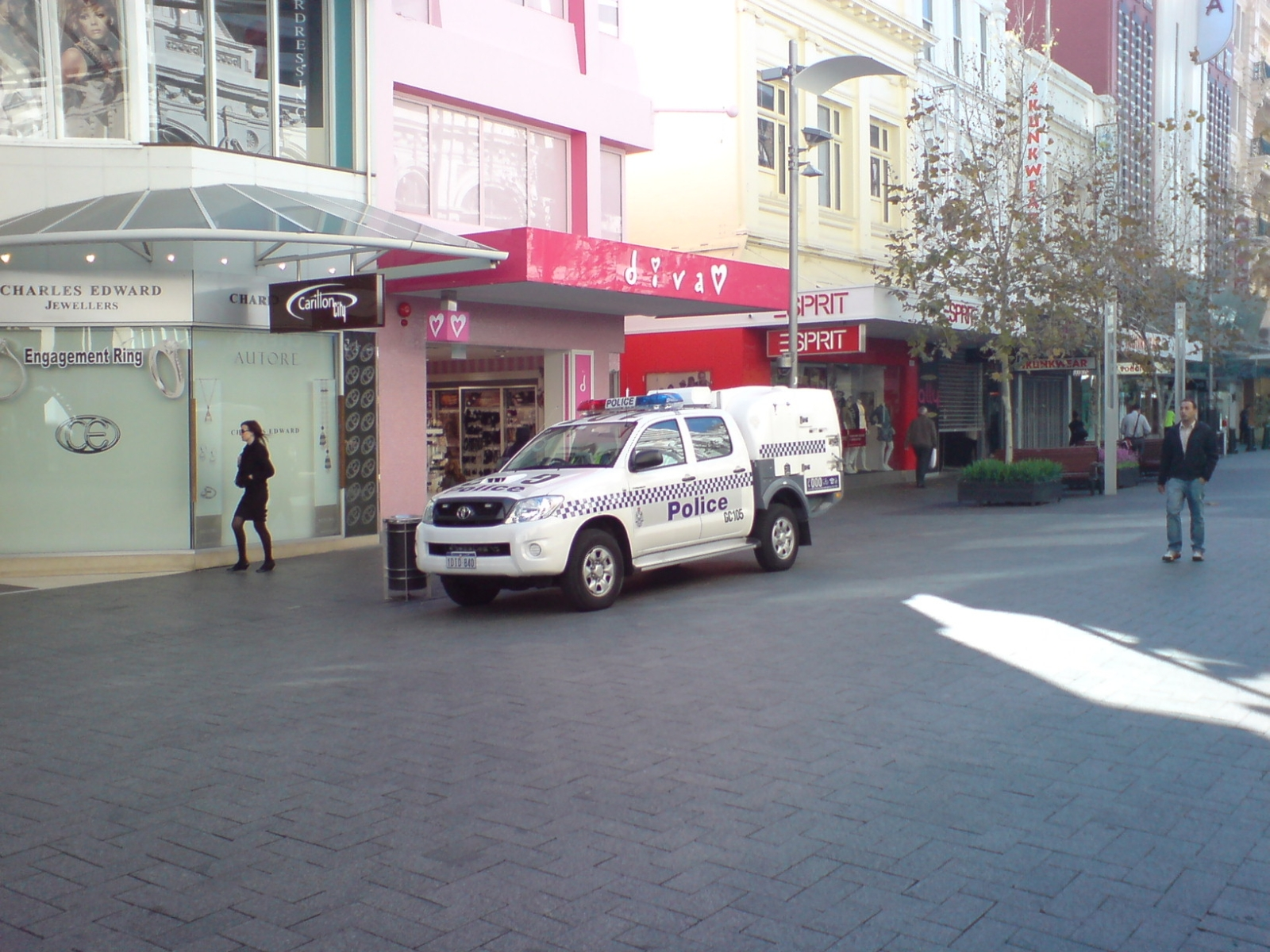
Полицейский автомобиль в городе Перт

Австралия — относительно безопасная страна. Уровень тяжких преступлений в Австралии гораздо ниже, чем в других развитых странах, таких как США и Канада. Но в то же время такие преступления, как незаконная миграция и торговля людьми, а также торговля наркотиками в последние годы ухудшили австралийскую криминальную статистику.

## Статистика
Австралийский институт криминологии предоставляет национальную статистику по преступности в Австралии. Государственная полиция и департамент юстиции ведут похожую статистику, однако также распределяют преступления по регионам Австралии.
В 1987—1996 гг. было замечено повышение уровня преступности в связи с постепенным ужесточением оружейного законодательства и введением запрета на такие виды гражданского оружия как самозарядные винтовки и помповые дробовики. Убийства возросли на 19 %, вторжения в дома — на 21 %, вооруженные грабежи — на 59 %.
Австралийский институт криминологии сообщил, что в течение 2009—2010 финансового года полиция предприняла действия против 375 259 человек, это на 4,8 % больше чем по результатам 2008—2009 года.
Количество несовершеннолетних преступников в возрасте от 10 до 18 лет и совершеннолетних в возрасте от 18 до 19 лет составляет 29 % от общего числа преступников по всей Австралии.
В течение 2009—2010 финансового года 84 100 женщин были задержаны, что на 6 % выше показателя предыдущего года. 290 400 мужчин было задержано в этот же период и в этой области имеется так же зарегистрировано увеличение этого показателя на 4 %.
30 % женщин обвинялись в воровстве, тогда как наиболее частыми обвинениями мужчин были нанесение телесных повреждений и нарушение общественного порядка.
В 2007 году зарегистрировано 19 781 изнасилований по всей Австралии, что даёт коэффициент порядка 94 жертвы на 100 тысяч населения.
В 2007 году зарегистрировано 176 427 жертв нападений, 282 жертвы убийства, 17 988 жертв ограблений, 730 жертв похищений людей.
В 2008 году в результате ДТП по всей Австралии погибло 694 водителя, 303 пассажира, 193 пешехода, 245 мотоциклистов, 27 велосипедистов. Итого в 2008 году погибли 1464 участника дорожного движения (в 2007 жертв ДТП было 1603 человека).
В период с 2017 по 2018 год национальный показатель количества заключенных увеличился на 3% - с 216 до 221 заключенного на 100 000 взрослого населения.
В 2018 году число взрослых заключенных выросло на 4 % по сравнению с предыдущим годом, причем число женщин-заключенных росло быстрее, чем мужчин, а наибольший рост по категориям был связан с преступлениями, связанными с наркотиками. Рост произошел во всех штатах, кроме Южной Австралии. Распределение по категориям было следующим: действия, направленные на причинение вреда здоровью (9 659 заключенных, или 22 %); преступления, связанные с запрещенными наркотиками (6 779 заключенных, или 16 %); сексуальное насилие и связанные с ними преступления (5 283 заключенных, или 12 %). Мужчины составляли 92 % всех заключенных. Заключенные из числа аборигенов составляли более четверти от общего числа австралийских заключенных.